# Iolanda (Sängerin)

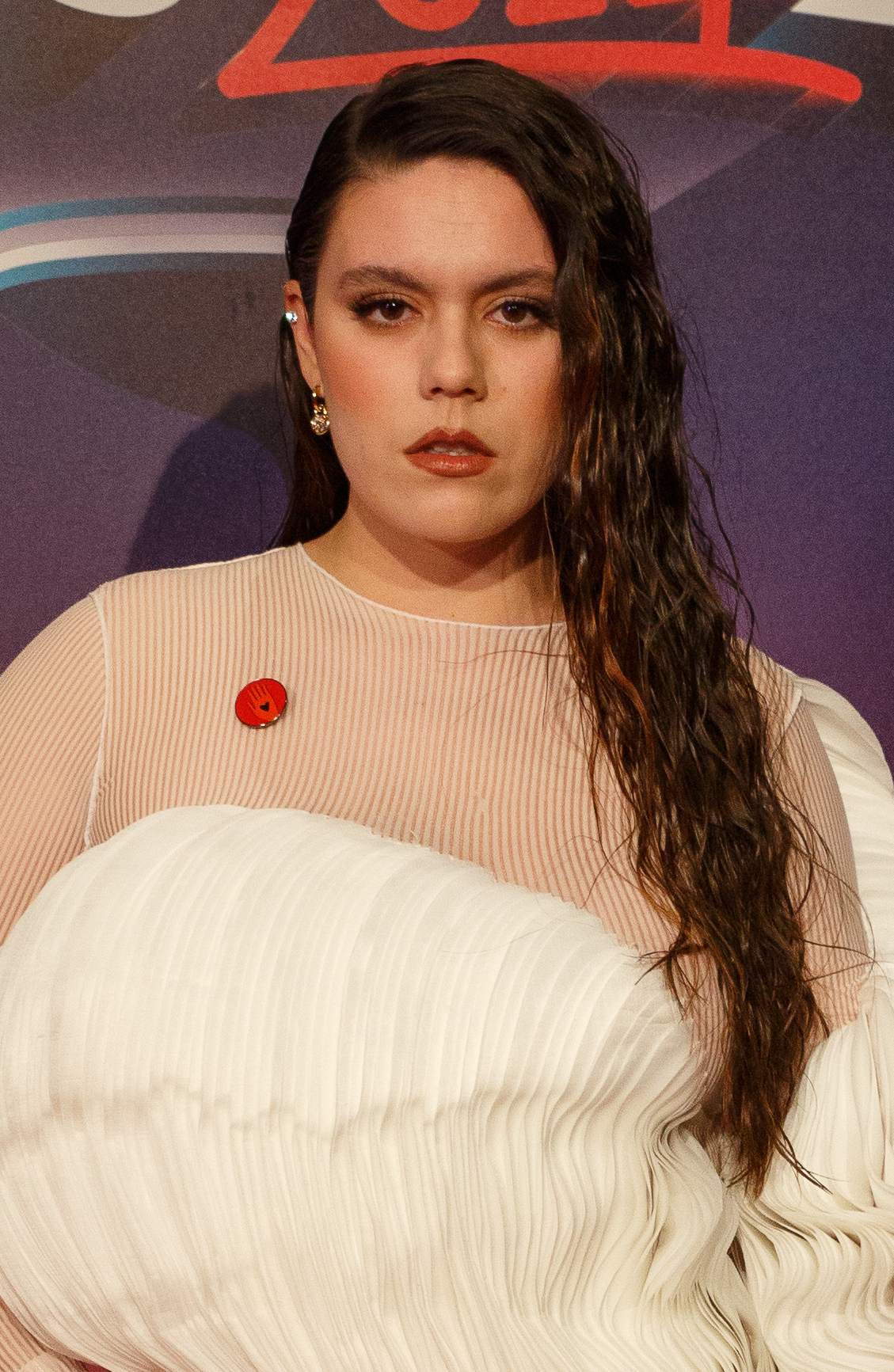
Iolanda, 2024

Iolanda Costa (* 4. November 1994 in São Pedro, Figueira da Foz), bekannt als Iolanda, ist eine portugiesische Sängerin und Songwriterin. Sie hat Portugal beim Eurovision Song Contest 2024 in Malmö mit ihrem Lied Grito vertreten.

## Leben und Karriere
Iolanda zog mit 17 Jahren nach Lissabon, wo sie einen Abschluss in Kommunikationswissenschaften machte. Sie versuchte zunächst, eine Musikkarriere durch Auftritte in Bars und bei Talentwettbewerben zu befördern, zog dann jedoch nach London, um am British and Irish Institute of Modern Music der University of Sussex Songwriting zu studieren.
2014 nahm sie an der zweiten Staffel von The Voice of Portugal teil, schied jedoch noch in den Blind Auditions aus. Für das Festival da Canção 2022 war Iolanda Co-Autorin des Liedes Mar No Fim von Blacci, das im zweiten Halbfinale ausschied. 2023 erschien ihre erste EP, Cura, die sie während der Coronapandemie geschrieben hatte. Sie enthält die Songs Cura, 31 de Dezembro de 2020, Lugar Certo, Juro Jà Nem Paro, Quem tem Mossa, V de Voltar und Estas são as últimas canções que escrevo sobre ti.
2024 nahm Iolanda mit ihrem Lied Grito am portugiesischen Vorentscheid für den Eurovision Song Contest 2024, Festival da Canção, teil. Im Finale am 9. März 2024 belegte sie den ersten Platz beim Juryvoting sowie den zweiten bei der Publikumsabstimmung und konnte somit den Vorentscheid gewinnen. Daraufhin vertrat sie Portugal beim Eurovision Song Contest 2024 in Malmö, wo sie im Finale den zehnten Platz belegte. Dort kam es zu einer Kontroverse, nachdem Iolandas Nägel mit Farben und Symbolen Palästinas lackiert waren. Aus diesem Grund lud die EBU ihren Auftritt zunächst nicht online hoch, nach einer Intervention des portugiesischen Rundfunks RTP wurde dies jedoch nachgeholt.
Nicht einmal zwei Wochen nach dem Eurovision Song Contest erschien ihre Single Calma, deren Video auch Szenen aus dem Contest beinhaltet. Darin sieht man zum Beispiel Iolanda backstage, andere Künstler wie Bambie Thug, Sarah Bonnici oder Ladaniva und den Moment, als Iolanda mit der griechischen Sängerin Marina Satti, Nemo und Bambie Thug den Sieg Nemos feiert.
Am 5. Juli 2024 brachte sie ihre zweite EP Olhar P'ra Baixo heraus. Sie besteht aus fünf Songs: Calma, Olhar P'ra Beixo, Complicado, Água und Pr'a Sermos 1 Agora.

## Diskografie

### EPs
- 2023: Cura
- 2024: Grito
- 2024: Olhar P'ra Beixo

### Singles
- 2022: Cura
- 2022: Assim (mit Choro and Matheus Paraizo feat. Inês Marques Lucas)
- 2022: Contigo (mit Soluna feat. Luar)
- 2022: Lugar Certo
- 2023: Juro Já Nem Paro
- 2024: Grito
- 2024: Calma
- 2024: Laurinda (mit Karetus & Vitorino)
- 2024: Contratempo (mit Marisa Liz)
- 2025: Quando te fores embora

### Als Gastmusikerin
- 2015: Crying Out (Darko feat. Iolanda)
- 2025: Tento na língua (Carolina Deslandes feat. Iolanda)